# Kaspisch berghoen
Het Kaspisch berghoen (Tetraogallus caspius) is een vogel uit de familie fazantachtigen (Phasianidae). De wetenschappelijke naam van de soort is voor het eerst geldig gepubliceerd in 1784 door Samuel Gottlieb Gmelin.

## Kenmerken
Het verenkleed van deze vogels is grijs, bruin en wit. Dit geldt voor beide geslachten. De lichaamslengte bedraagt 60 cm en het gewicht 1,5 tot 2,5 kg.

## Leefwijze
Deze standvogels leven in groepjes en vertonen verticale seizoenstrek. In de winter dalen ze af tot onder de boomgrens.

## Voorkomen
De soort komt voor in het zuidwesten van Eurazië, in een kale, rotsachtige leefomgeving, hoog in de bergen.

## Verspreiding en leefgebied
De soort telt drie ondersoorten:
- T. c. tauricus: zuidelijk en oostelijk Turkije en westelijk Armenië.
- T. c. caspius: van centraal Armenië tot Turkmenistan.
- T. c. semenowtianschanskii: Zagrosgebergte (zuidwestelijk Iran).

## Beschermingsstatus
De totale populatie is in 2015 geschat op 16-40 duizend volwassen vogels. Op de Rode Lijst van de IUCN heeft de soort de status niet bedreigd.